# Radiogalaxia

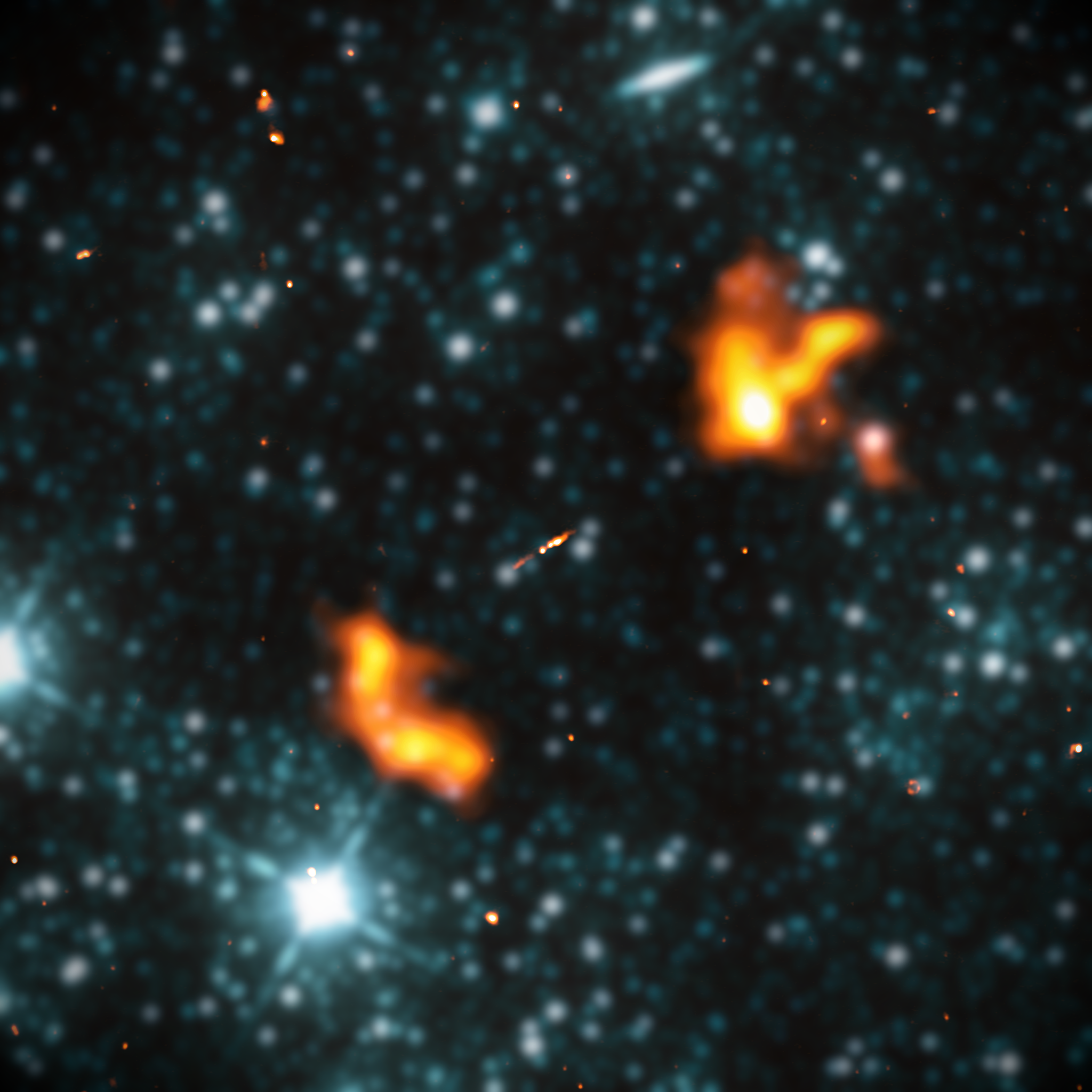
Alcioneo (galaxia), la mayor radiogalaxia encontrada hasta ahora, descrita como una radiogalaxia gigante, con estructuras lobuladas que abarcan megaparsecs.(16×10^{6} años luz).

Las radiogalaxias, así como los quásares radio-intensos y blazars, son tipos de galaxia activa muy luminosas en frecuencias de radio (de hasta 1038 W entre 10 MHz y 100 GHz). La emisión de radio es debida a la radiación sincrotrón. 
La estructura observada en la emisión de radio es determinada por la interacción entre chorros de materia gemelos y un medio externo, modificado por los efectos de la dirección relativista. Las galaxias activas radio-intensas son interesantes no solo por sí mismas, sino también porque pueden ser detectadas a grandes distancias, convirtiéndolas en herramientas valiosas para la cosmología observacional. Recientemente se ha utilizado los efectos de estos objetos en el medio intergaláctico, particularmente en las agrupaciones galácticas.
Alcyoneus es una radiogalaxia de baja excitación, identificada por tener los lóbulos de radio más grandes encontrados, con estructuras lobuladas que abarcan 5 megaparsecs (16×106 ly). A modo de comparación, otra radiogalaxia gigante de tamaño similar es 3C 236, con lóbulos de 15 millones de años-luz de diámetro. Una radiogalaxia gigante es una clase especial de objetos caracterizados por la presencia de lóbulos de radio generados por chorros relativistas impulsados por el agujero negro supermasivo de la galaxia central. Las radiogalaxias gigantes se diferencian de las radiogalaxias ordinarias en que pueden extenderse a escalas mucho mayores, alcanzando hasta varios megaparsecs de diámetro, mucho mayores que los diámetros de sus galaxias anfitrionas.

## Procesos de emisión
La emisión de radio de las radiogalaxias radio-intensas es una emisión sincrotrón, como se dedujo de su naturaleza multifrecuencia y polarización fuerte. Esto implica que el plasma contiene, al menos, electrones con velocidades relativistas (con factores de Lorentz de ~104) y campos magnéticos. Como el plasma debe ser neutro, también puede contener protones o positrones. No hay una forma de determinar el contenido de partículas de la observación directa de la radiación sincrotrón. Además, no hay forma de determinar las densidades de energía en partículas y campos magnéticos a partir de su observación: es decir, la misma emisión sincrotrón puede ser el resultado de pocos electrones y un campo fuerte, o un campo débil y muchos electrones o un estado intermedio. Es posible determinar una condición de energía mínima que es la densidad de energía mínima que una zona con una emisión dada puede tener, pero durante muchos años no hubo una razón en particular para creer que las energías verdaderas estuviesen en alguna parte cerca de las energías mínimas.
Un proceso similar a la radiación sincrotrón es el proceso Compton inverso, en el que electrones relativistas interactúan con fotones del ambiente y se produce una difusión Thomson de ellos a altas energías. La emisión Compton inversa de las fuentes radio-intensas ha resultado ser particularmente importante en rayos X y, debido a que depende sólo de la densidad de electrones (y de la densidad de fotones cuando es conocida), una detección de la difusión Compton inversa permite una estimación de las densidades de energía en partículas y campos magnéticos. Se ha utilizado para sostener que la mayoría de las fuentes están realmente bastante cerca de su condición de energía mínima.
La radiación sincrotrón no está confinada a longitudes de onda de radio: si una fuente de radio puede acelerar partículas a energías muy altas, que han sido detectadas también pueden ser vista en infrarrojos, luz, ultravioletas o incluso rayos X, aunque en el último caso, los electrones deben tener energías superiores a 1 TeV. De nuevo, la polarización y el espectro continuo son utilizados para distinguir la radiación sincrotrón de otros procesos de emisión. Los chorros de materia y los puntos calientes son las fuentes habituales de radiación sincrotrón de alta frecuencia. Es difícil distinguir por observación entre la radiación sincrotrón y la radiación de Compton inversa, y hay un desacuerdo actual sobre que procesos se ven en algunos objetos, particularmente en los rayos X.
Los procesos que producen la población de partículas no térmicas relativistas que aparecen en la radiación sincrotrón y Compton inversa son conocidas de forma colectiva como aceleración de partículas. La aceleración Fermi es un proceso de aceleración de partículas plausible en la radiogalaxias radio-intensas.

## Radioestructuras

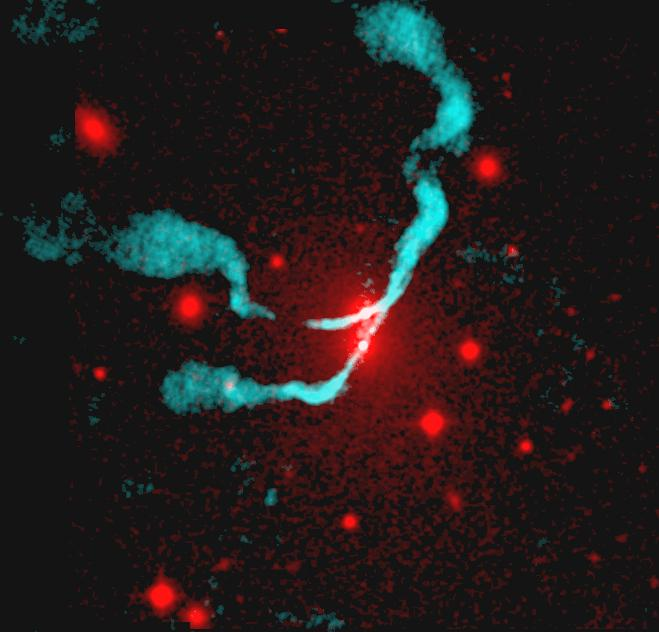
Radiogalaxia 3C 75 en longitud de onda visible y radiofrecuencia.

Las radiogalaxias, y en menor medida, los cuásares radio-intensos, muestran una amplia gama de estructuras en los mapas de radio. La estructura a gran escala más común son los denominados lóbulos: son estructuras dobles, aproximadamente elipsoidales y a veces simétricas situadas en cada lado del núcleo activo. Una significante minoría de fuentes de luminosidad baja muestran estructuras conocidas como columnas, que son más alargadas. Algunas radiogalaxias muestran uno o dos rasgos alargados conocidos como chorros, uno de los más conocidos se encuentra en la Galaxia elíptica M87 del Cúmulo de Virgo, que salen directamente del núcleo hacia los lóbulos. Desde los años 1970 el modelo más aceptado es que los lóbulos o columnas están alimentadas por haces de partículas de alta energía y el campo magnético que aparece cerca del núcleo activo. Se cree que los chorros son las manifestaciones visibles de tales haces y, a menudo, se utiliza el término chorro o jet tanto para el rasgo visible como para el flujo subyacente.
Las fuentes de radio fueron divididas por Fanaroff y Riley en dos clases, conocidas como clase I de Fanaroff y Riley (FRI) y clase II (FRII). La distinción se hizo originalmente basándose en la morfología de la emisión de radio a gran escala, determinado el tipo por la distancia entre los puntos más brillantes en la emisión de radio: Las fuentes FRI eran más brillantes hacia el centro, mientras que las fuentes FRII eran más brillantes en los bordes. Fanaroff y Riley observaron que había un límite claro de luminosidad entre las dos clases: las FRI eran de luminosidad baja y las FRII de luminosidad alta. Con el aumento de las observaciones detalladas, la morfología resultó reflejar el método de transporte de energía de la fuente de radio. Los objetos FRI tienen chorros brillantes en el centro, mientras que los objetos FRII tenían chorros tenues pero puntos calientes brillantes en los extremos de los lóbulos. La clase FRII parecía ser capaz de transportar la energía de forma eficiente a los extremos de los lóbulos, mientras que los haces de las FRI eran ineficaces en el sentido de que radiaban grandes cantidades de energía hacia fuera en su viaje.
En mayor detalle, la división FRI/FRII depende de entorno de la galaxia anfitriona en el sentido que la transición FRI/FRII aparece en luminosidades más altas en galaxias más masivas. Los chorros de las FRI son conocidos por desacelerar en las regiones en que su emisión de radio es más brillante y así parece que la transición FRI/FRII refleja si un chorro o haz puede propagarse a través de la galaxia anfitriona sin desacelerar a velocidades subrelativistas por la interacción con el medio intergaláctico. Del análisis de los efectos de la dirección relativista, los chorros de las fuentes FRII son conocidos por permanecer a velocidades relativistas (al menos 0,5 c) en los extremos de los lóbulos. Los puntos calientes que se observan en las fuentes FRII son interpretadas como manifestaciones visibles de choques formados cuando el chorro termina de forma abrupta al final de la fuente y sus distribuciones espectrales de energía son consistentes con esta idea. A menudo se ven múltiples puntos calientes, reflejando bien el flujo continuo tras el choque o el movimiento del chorro en el punto de terminación. Las regiones de puntos calientes se denominan en ocasiones como complejos de puntos calientes.
Los nombres que reciben varios tipos en particular de fuentes de radio, basados en su radioestructura son:
- Doble clásica, una fuente FRII con puntos calientes claros.
- Cola de ángulo amplio, una fuente intermedia entre los estándares FRI y FRII, con chorros eficientes y algunas veces, puntos calientes, pero con columnas en lugar de lóbulos, encontrados cerca de los centros de agrupaciones galácticas.
- Cola de ángulo estrecho, describe una FRI que parece curvada por la presión dinámica en su movimiento a través de un cúmulo.
- Dobles gordas, son fuentes con lóbulos difusos pero sin chorros ni puntos calientes. Algunos de estos tipos pueden ser vestigios cuyo suministro de energía han sido cortados de forma temporal o permanente.

## Ciclo de vida y dinámica

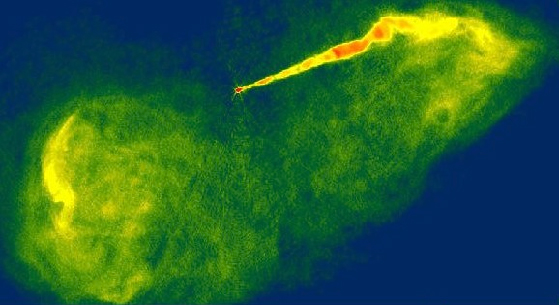
Jet de la galaxia elíptica M87.

Las radiogalaxias más grandes tienen lóbulos o columnas de escalas de megaparsec, lo que implica una escala de tiempo para su crecimiento del orden de decenas a cientos de millones de años. Esto significa que, excepto en casos de fuentes muy pequeñas y muy jóvenes, no se puede observar directamente la dinámica de las fuentes de radio y se debe recurrir a la teoría e interferencias con una cantidad grande de objetos. De forma evidente, las fuentes de radio deben comenzar con un tamaño pequeño y crecer. En el caso de fuentes con lóbulos, la dinámica es bastante sencilla y fue perfilada por P.A.G. Scheuer: los chorros alimentan a los lóbulos, la presión de los lóbulos incrementan y el lóbulo se expande. La velocidad de expansión depende de la densidad y presión del medio externo. La fase de mayor presión del medio externo, y por tanto la fase más importante desde el punto de vista dinámico, es la de gas caliente difuso emitiendo rayos X.
Durante mucho tiempo se asumió que las fuentes se podrían expandir de forma supersónica (la velocidad del sonido no puede superar c/√3, empujando un choque de ondas a través del medio externo. Sin embargo, la observación de rayos X muestran que las presiones internas de los lóbulos de las fuentes FRII suelen ser cercanas a las presiones térmicas externas y no mucho mayor que las presiones externas, que serían necesarias para una expansión supersónica. El único sistema de expansión supersónica conocido consiste en los lóbulos internos de la radiogalaxia de baja intensidad Centaurus A, que probablemente sea el resultado de un estallido relativamente reciente del núcleo activo.

## Galaxias anfitrionas y entornos
Las radiogalaxias se encuentran de manera casi universal hospedándose en galaxias elípticas. Algunas galaxias Seyfert muestran pequeños chorros débiles, pero sin la suficiente luminosidad para ser clasificados como radio-intensos. Con la información disponible sobre las galaxias anfitrionas de qúasares radio-intensos y blazars, se sugiere que también se hospedan en galaxias elípticas.
Hay varias posibles razones por esta preferencias a las galaxias elípticas. Las galaxias elípticas contienen generalmente la mayoría de los agujeros negros masivos y por tanto son capaces de abastecer a la mayoría de las galaxias activas luminosas (véase luminosidad de Eddington). Otra razón es que las galaxias elípticas existe entornos ricos, proporcionando medio intergaláctico en grandes cantidades para confinar a la fuente de radio. También puede ser que las grandes cantidades de gas frío en las galaxias espirales de algún modo interrumpan o eliminen la formación de un chorro. Hasta la fecha no hay una única explicación convincente para las observaciones.

## Modelos unificados
Los distintos tipos de galaxias activas radio-intensas son enlazadas por modelos unificados. La observación clave que condujo a la adopción de modelos unificados para las radiogalaxias y los cuásares radio-intensos fue que todos los cuásares parecen estar lanzando emisiones hacia la Tierra, mostrando movimiento superluminal en los núcleos y los chorros brillantes en el lado de la fuente más próxima a la Tierra. Si este es el caso, debe haber una población de objetos que no emitan hacia la Tierra y, como los lóbulos no están afectados por la emisión, deberían aparecer como radiogalaxias, proporcionando que el núcleo del cuásar esté oscurecido cuando la fuente se vea desde un lado. Se ha aceptado que al menos las radiogalaxias de mayor intensidad tiene cuásares ocultos, aunque no está claro si todas las radiogalaxias de ese tipo serían cuásares si se pudiesen ver desde el ángulo correcto. De manera similar, las radiogalaxias de intensidad son una población pariente creíble de objetos BL Lacertae.

## Uso de las radiogalaxias